# Константин, Роберт
Роберт Константин (Constantin; около 1530 — 1605) — гуманист XVI века, ученик Скалигера.
Обучался медицине в Монтобане, откуда бежал из-за религиозных преследований в Германию. Известен его «Lexicon graeco-latinum», выдержавший, с 1562, много изданий. Другие его труды: «Nomenclator scriptorum insignium» (Пар., 1555); «Celsi de re medica»; «Sereni poema medicale» (Лион, 1549); «Theophrasti de hist. plantarum» (Лион, 1584) и др.